# Tomosvaryella mexicanensis
Tomosvaryella mexicanensis är en tvåvingeart som beskrevs av Ale-rocha och José Albertino Rafael 1995. Tomosvaryella mexicanensis ingår i släktet Tomosvaryella och familjen ögonflugor. Inga underarter finns listade i Catalogue of Life.